# 1000 – Wer ist die Nummer 1?
1000 – Wer ist die Nummer 1? war eine Fernsehsendung des ZDF. In der Sendung traten 1000 Kandidaten in verschiedenen Runden im K.-o.-System gegeneinander an. Der Gewinner erhielt 100.000 Euro. Es gab eine Ausgabe der Sendung.

## Eine Ausgabe
Die einzige Ausgabe wurde im April 2015 aufgezeichnet und am 2. Mai 2015 ausgestrahlt. Die Aufzeichnung erwies sich aufgrund eines Kreislaufkollaps, einigen Verletzten und des nicht eingehaltenen Zeitplans als problematisch. So wurden infolgedessen zwei Spielrunden ausgelassen und die Sendung nicht fortgeführt.

## Hintergrund
Die Sendung wurde gemeinsam mit BBC Worldwide entwickelt.